# 가즈프롬 네프트

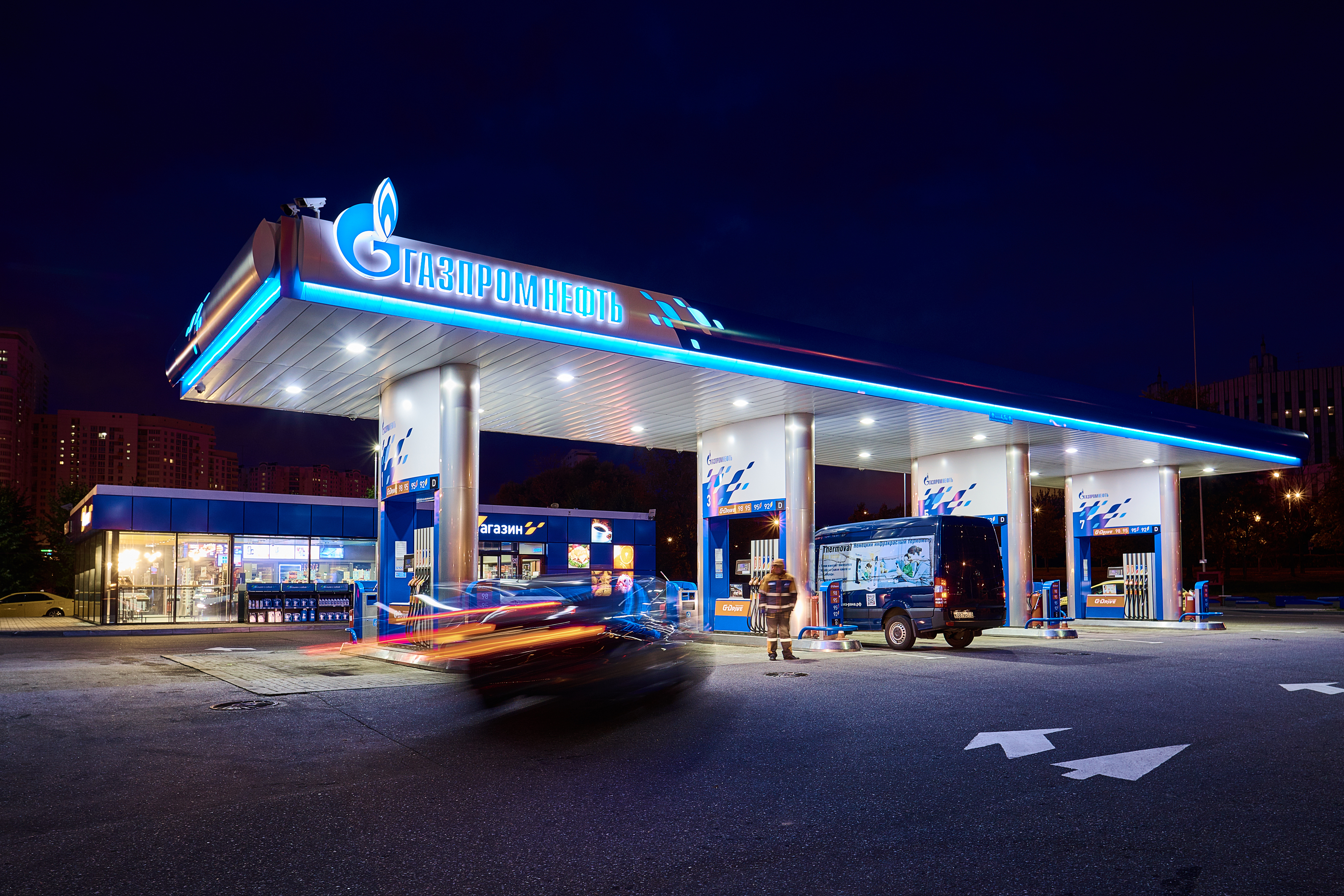

가즈프롬 네프트(러시아어: Газпром нефть, Gazprom Neft)는 러시아에서 3번째로 큰 석유 생산 기업이다. 주식 중 약 96%를 보유하고 있는 가스프롬의 자회사이다. 이 기업은 중앙 오피스들이 모스크바로부터 2011년 재배치되면서 상트페테르부르크에 본사를 두게 되었다.
2012년 말 가즈프롬 네프트는 러시아의 석유 및 가스 생산량 중 10%를, 정제 활동 중 14.6%를 차지하였다. 2012년 생산량은 전년 대비 4.3% 증가하였고 정제량은 7%, 소득은 19.5% 상승했다.

## 같이 보기
- 라흐타 센터
- 루크오일
- 라흐타 센터
- 로스네프트
- 트랜스네프트